# Porąbka (gromada w powiecie będzińskim)
Porąbka – dawna gromada, czyli najmniejsza jednostka podziału terytorialnego Polskiej Rzeczypospolitej Ludowej w latach 1954–1972.
Gromady, z gromadzkimi radami narodowymi (GRN) jako organami władzy najniższego stopnia na wsi, funkcjonowały od reformy reorganizującej administrację wiejską przeprowadzonej jesienią 1954 do momentu ich zniesienia z dniem 1 stycznia 1973, tym samym wypierając organizację gminną w latach 1954–1972.
Gromadę Porąbka z siedzibą GRN w Porąbce (wówczas wsi; obecnie w granicach Sosnowca) utworzono – jako jedną z 8759 gromad na obszarze Polski – w powiecie będzińskim w woj. stalinogrodzkim, na mocy uchwały nr 14/54 WRN w Stalinogrodzie z dnia 5 października 1954. W skład jednostki wszedł obszar dotychczasowej gromady Porąbka ze zniesionej gminy Kazimierz oraz część dotychczasowej gromady Klimontów (obejmująca ulicę Juliuszowską, ulicę 1-go Maja i przystanek kolejowy P.K.P. Porąbka o powierzchni 18,40 ha) ze zniesionej gminy Zagórze w tymże powiecie; ponadto w skład gromady weszły oddziały leśne nr nr 159-161, 169-178, 185-195 i 238 z Nadleśnictwa Gołonóg. Dla gromady ustalono 27 członków gromadzkiej rady narodowej
1 stycznia 1956 gromadę Porąbka zniesiono w związku z nadaniem jej statusu osiedla (1 stycznia 1967 osiedlu Porąbka nadano status miasta; 1 stycznia 1973 miasto Porąbka stało się częścią miasta Kazimierz Górniczy, a 27 maja 1975 – wraz z nim – częścią Sosnowca).